# Hohenfelde (Mecklenburg)
Hohenfelde ist eine Gemeinde im Landkreis Rostock in Mecklenburg-Vorpommern (Deutschland). Die Gemeinde wird vom Amt Bad Doberan-Land mit Sitz in Bad Doberan verwaltet.
Hohenfelde liegt 4 km südlich der Stadt Bad Doberan. Bis zur Hansestadt Rostock sind es ca. 15 km Luftlinie. Durch die höhere Lage des Dorfes ist ein Blick über die Hansestadt bis hin zur Ostsee möglich. Zu Hohenfelde gehören die Ortsteile Neu Hohenfelde, Ivendorf und Forsthof.

## Geografie
Die Gemeinde Hohenfelde liegt drei Kilometer südlich von Bad Doberan und 20 Kilometer westlich von Rostock. Umgeben wird Hohenfelde von den Nachbargemeinden Bad Doberan im Norden, Bartenshagen-Parkentin im Osten, Satow im Süden, Retschow im Südwesten, Kröpelin im Westen sowie Reddelich im Nordwesten. Nordöstlich verläuft die Bahnstrecke Wismar–Rostock.

## Geschichte
Erstmals urkundlich erwähnt wurde Hohenfelde um das Jahr 1177 als „Putechowe“ in einer Aufzählung des Gründungsbesitzes der Zisterzienserabtei Doberan genannt. Hohenfelde gehört somit zu den ältesten Gemeinden in Mecklenburg. Der ursprüngliche Name für Hohenfelde Putechowe, Putecha oder Putekowe, wie es ab 1192 hieß, ist slawischer Herkunft und dürfte sich von Ort des Potech ableiten, wobei tech so viel wie Trost oder Freude bedeutet. Hohenfelde wurde mit seinem deutschen Namen erstmals im Jahr 1312 erwähnt.
Am 1. Juli 1950 wurde die bis dahin eigenständige Gemeinde Ivendorf eingegliedert.
Das 1996 eröffnete Sana-Krankenhaus Bad Doberan liegt auf dem Gebiet der Gemeinde Hohenfelde.

## Politik

### Gemeindevertretung und Bürgermeister
Der Gemeinderat besteht (inkl. Bürgermeister) aus neun Mitgliedern. Die Wahl zum Gemeinderat am 9. Juni 2024 hatte folgende Ergebnisse:
| Partei/Bewerber                    | Stimmen | Sitze |
| ---------------------------------- | ------- | ----- |
| Einzelbewerberin Becker, Katrin    | 205     | 1     |
| Einzelbewerberin Hoop, Denise      | 93      | 1     |
| Einzelbewerber Hoop, Olaf          | 191     | 1     |
| Einzelbewerber Prachtel, Martin    | 113     | 1     |
| Einzelbewerber Preuß, Jens         | 257     | 1     |
| Einzelbewerberin Rosenthal-Hinrich | 175     | 1     |
| Einzelbewerberin Teller, Jana      | 119     | 1     |
| Einzelbewerber Wessolowski, Marko  | 242     | 1     |

Am 26. Mai 2019 wurde Stefan Bruhn mit 92,0 % zum Bürgermeister gewählt und am 9. Juni 2024 mit ca. 94 % wiedergewählt.

### Wappen
| Wappen von Hohenfelde | Blasonierung: „In Gold über grünem Hügel ein grünes Kastanienblatt.“ |
| Wappen von Hohenfelde | Wappenbegründung: In dem Wappen soll das als Hauptsymbol des Wappens gewählte Kastanienblatt an die frühere Siedlungsform des Ortes Hohenfelde, einen Rundling, erinnern. Ins Innere dieser typischen Wehr- und Schutzanlage des deutsch-slawischen Grenzraumes – einen zentralen Platz, um den sich die Gehöfte mit der Giebelfront fächerförmig gruppieren – führte nur ein Zufahrtsweg. Gleichzeitig steht das Blatt für die zahlreichen Kastanienbäume in der Dorfstraße. Der Hügel soll als redendes Zeichen auf den Gemeindenamen verweisen. Das Wappen wurde von dem Schweriner Heraldiker Karl-Heinz Steinbruch gestaltet. Es wurde am 28. Januar 2002 durch das Ministerium des Innern genehmigt und unter der Nr. 256 der Wappenrolle des Landes Mecklenburg-Vorpommern registriert. |

### Flagge
Die Flagge wurde von dem Hohenfelder Jens Preuß gestaltet und am 3. Dezember 2012 durch das Ministerium des Innern genehmigt.
Die Flagge ist von Grün, Gelb und Grün gestreift. Die grünen Streifen nehmen je ein Sechstel, der gelbe Streifen zwei Drittel der Höhe des Flaggentuchs ein. In der
Mitte des gelben Streifens liegt, fünf Sechstel der Streifenhöhe einnehmend, eine Figur des Gemeindewappens: ein grünes Kastanienblatt. Die Höhe des Flaggentuchs verhält sich zur Länge wie 3:5.

### Dienstsiegel
Das Dienstsiegel zeigt das Gemeindewappen mit der Umschrift „• GEMEINDE HOHENFELDE • LANDKREIS ROSTOCK •“.

## Sehenswürdigkeiten
- Eiszeitliches Naturdenkmal und Naherholungsgebiet „Quellental“, Quellort des Glashäger Mineralwassers

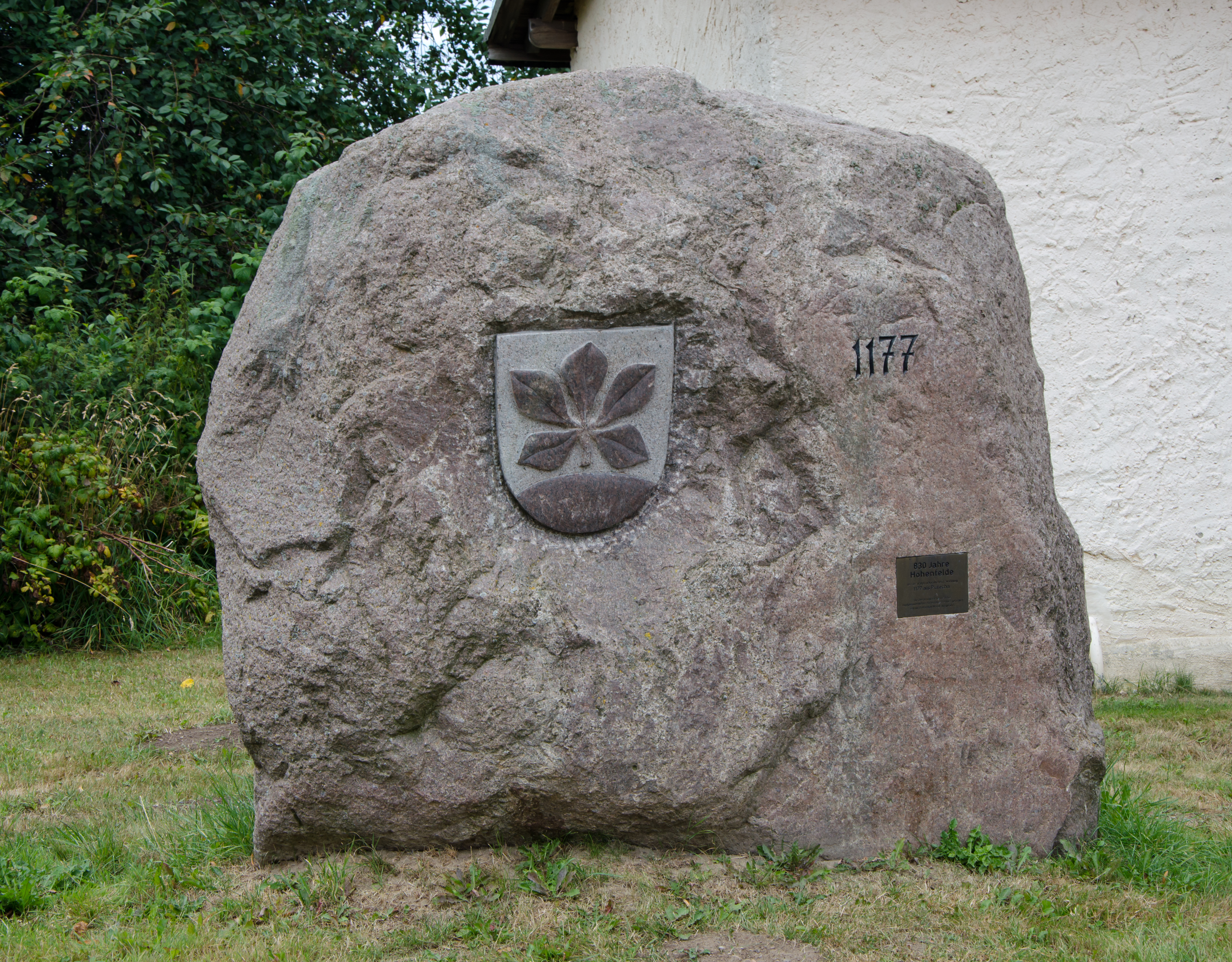
Findling mit Erinnerungstafel zur erstmaligen Erwähnung 1177
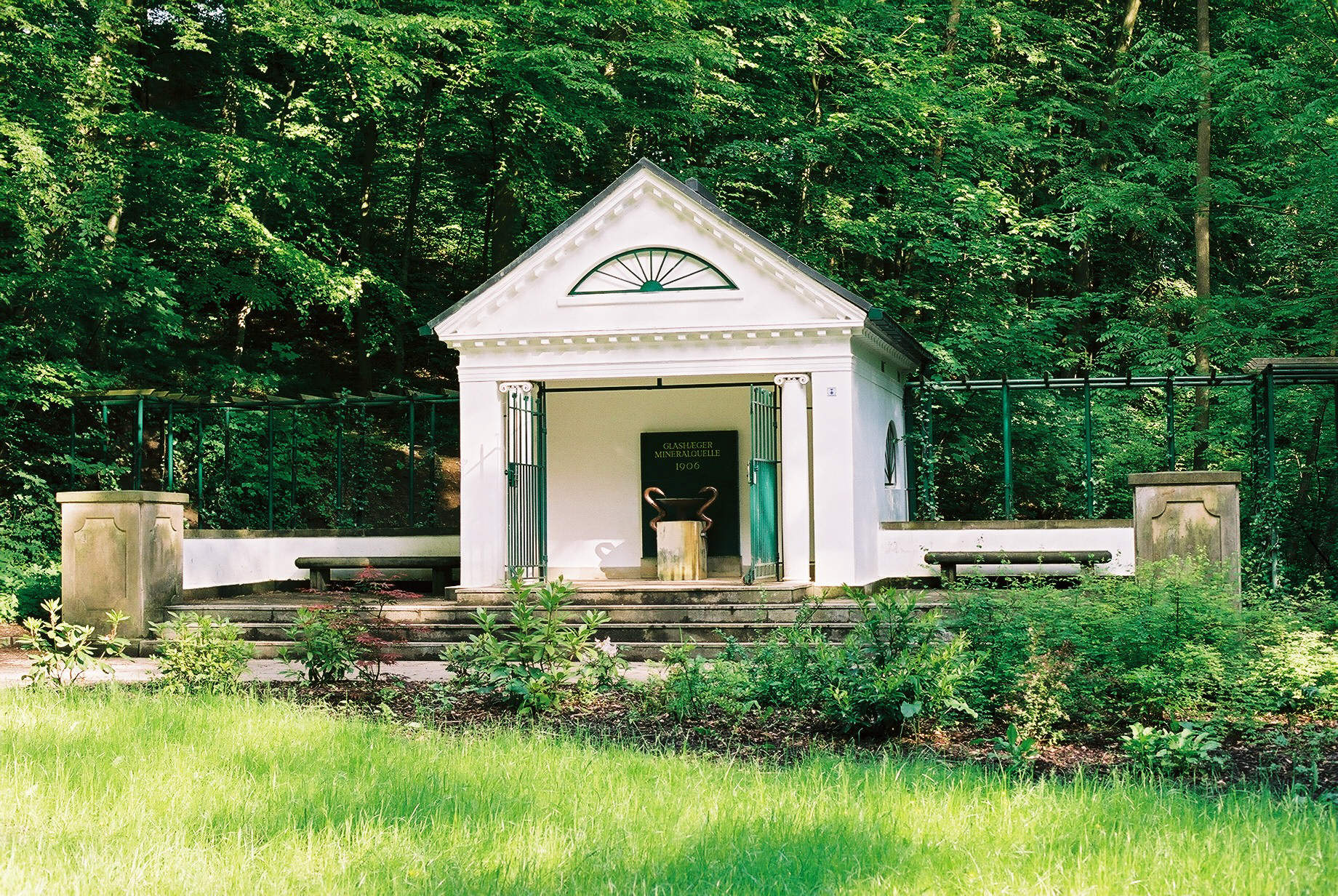
Quelltempel im Quellental
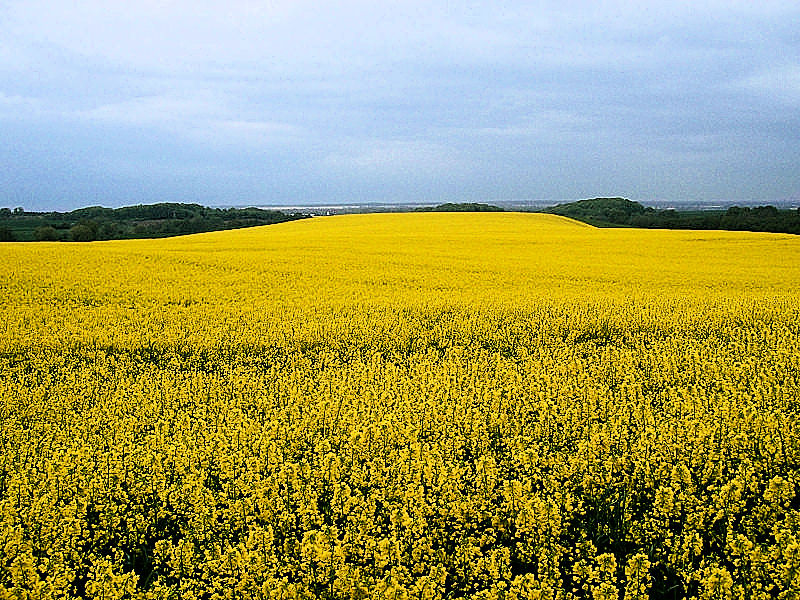
Blick zur Ostsee, am rechten Bildrand Warnemünde